# Roodborsthavik
De roodborsthavik (Aerospiza tachiro toussenelii) is een roofvogel uit de familie van de havikachtigen (Accipitridae). Deze vogel is genoemd naar de Franse natuuronderzoeker en journalist Alphonse Toussenel (1803-1885).

## Verspreiding en ondersoorten
De roodborsthavik is een ondersoort van de Afrikaanse havik. De ondersoorten  A. t. macrocelides,  A. t. lopezi, A. t. toussenelii en A. t. canescens staan ook op de  IOC World Bird List als ondersoorten van de Afrikaanse havik.